# 렘니스케이트

렘니스케이트(lemniscate)는 8자나 ∞자 곡선이다. 4차 곡선 가운데 베르누이의 렘니스케이트, 히포페데의 일종인 부스의 렘니스케이트, 제로노의 렘니스케이트 등이 있다.

## 같이 보기
- 아날렘마